# Chris Elzey
Christopher C. Elzey (ur. 13 października 1965) – amerykański koszykarz, występujący na pozycji rzucającego obrońcy oraz niskiego skrzydłowego, doktor nauk amerykańskich, wykładowca historii amerykańskiej na George Mason University, młodszy dyrektor wydziału sportu i kultury amerykańskiej.
Uzyskał tytuł Bachelor of Arts z anglistyki na uczelni Pensylwania, Master of Arts ze studiów amerykańskich na University of Alabama, PhD ze studiów amerykańskich na Purdue University.
Autor – Cold War on the Court: The 1973 American-Soviet Basketball Series, współautor (z Davidem K. Wigginsem) publikacji – DC Sports: The Nation's Capital at Play (2015).

## Osiągnięcia sportowe
NCAA
- Laureat[3]:
  - Bus McDonald Award (Najbardziej Inspirujący Zawodnik – 1986)
  - Jack Saxenmeyer Award (Największy Postęp – 1985)

Drużynowe
- Brązowy medalista mistrzostw Białorusi (1993)

Indywidualne
- Uczestnik meczu gwiazd PLK (1994)[4]